# Filipíny na Letních olympijských hrách 1932
Filipíny se účastnily Letní olympiády 1932 v kalifornském Los Angeles v 3 sportech. Zastupovalo je 8 sportovců.

## Medailisté
| Medaile | Jméno                | Sport    | Soutěž                       |
| ------- | -------------------- | -------- | ---------------------------- |
| Bronz   | Simeon Toribio       | Atletika | Muži skok do výšky           |
| Bronz   | José Luis Villanueva | Box      | muži váha bantamová do 54 kg |
| Bronz   | Teofilo Yldefonso    | Plavání  | muži 200 m prsa              |